# Amakusanthura
Amakusanthura är ett släkte av kräftdjur. Amakusanthura ingår i familjen Anthuridae.

## Dottertaxa tillAmakusanthura, i alfabetisk ordning[1]
- Amakusanthura africana
- Amakusanthura agonis
- Amakusanthura angophora
- Amakusanthura aokii
- Amakusanthura botosaneanui
- Amakusanthura brachyscome
- Amakusanthura californiensis
- Amakusanthura coppingeri
- Amakusanthura correa
- Amakusanthura cosmoledo
- Amakusanthura dodonaea
- Amakusanthura dubia
- Amakusanthura eugenia
- Amakusanthura geminsula
- Amakusanthura goodenia
- Amakusanthura gorgona
- Amakusanthura hibbertia
- Amakusanthura iberica
- Amakusanthura inornata
- Amakusanthura kingia
- Amakusanthura koonyumae
- Amakusanthura lathridia
- Amakusanthura lechenaultia
- Amakusanthura libyana
- Amakusanthura longiantennata
- Amakusanthura magnifica
- Amakusanthura mana
- Amakusanthura melaleuca
- Amakusanthura moragallae
- Amakusanthura motasi
- Amakusanthura olearia
- Amakusanthura pandorea
- Amakusanthura paramagnifica
- Amakusanthura pimelia
- Amakusanthura pori
- Amakusanthura signata
- Amakusanthura significa
- Amakusanthura tengo
- Amakusanthura toyamaensis
- Amakusanthura tristania
- Amakusanthura wahlenbergia
- Amakusanthura vermiformis